# Partit Liberal (Japó, 1881)
El Partit Liberal (自由党, Jiyū-tō) fou un partit polític del Japó. El partit fou fundat a finals de 1881 per Itagaki Taisuke i altres membres del Moviment per la Llibertat i els Drets del Poble així com de l'Aliança per a l'Establiment d'una Assemblea Nacional amb l'objectiu de fer activisme polític per a l'establiment d'un poder legislatiu democràtic al Japó i amb una ideologia que defensava l'existència d'una democràcia liberal sota una monarquia constitucional. La gran majoria dels seus membres provenien de l'antic estament samurai, descontents per la seua pèrdua de poder i prestigi social a mans del govern sorgit de la restauració Meiji. El Partit Liberal també demanava un sufragi semi-universal i l'establiment d'una assemblea legislativa electa a cada prefectura. El president del partit fou Itagaki i el vicepresident, Nobuyuki Nakajima. Altres importants membres del partit foren Gotō Shōjirō, Baba Tatsui, Tecchō Suehiro, Ueki Emori i Nakae Chōmin.
El govern Meiji va vore el creixement del Partit Liberal amb desconfiança, sospitant de possibles tendències cap al republicanisme. La visió imperial amb respecte el partit no va millorar quan començaren diveres revoltes de camperols inspirades o directament liderades per membres del partit. El Partit Liberal va decidir dissoldre-s el 29 d'octubre de 1884, a la vespra de l'incident de Chichibu.